# إيستي باغتشة
إيستي باغتشة (بالإنجليزية: Isti Baghcheh)‏ هي قرية تقع في أردبيل في إيران. يقدر عدد سكانها بـ 183 نسمة بحسب إحصاء 2016.